# Gallaziege

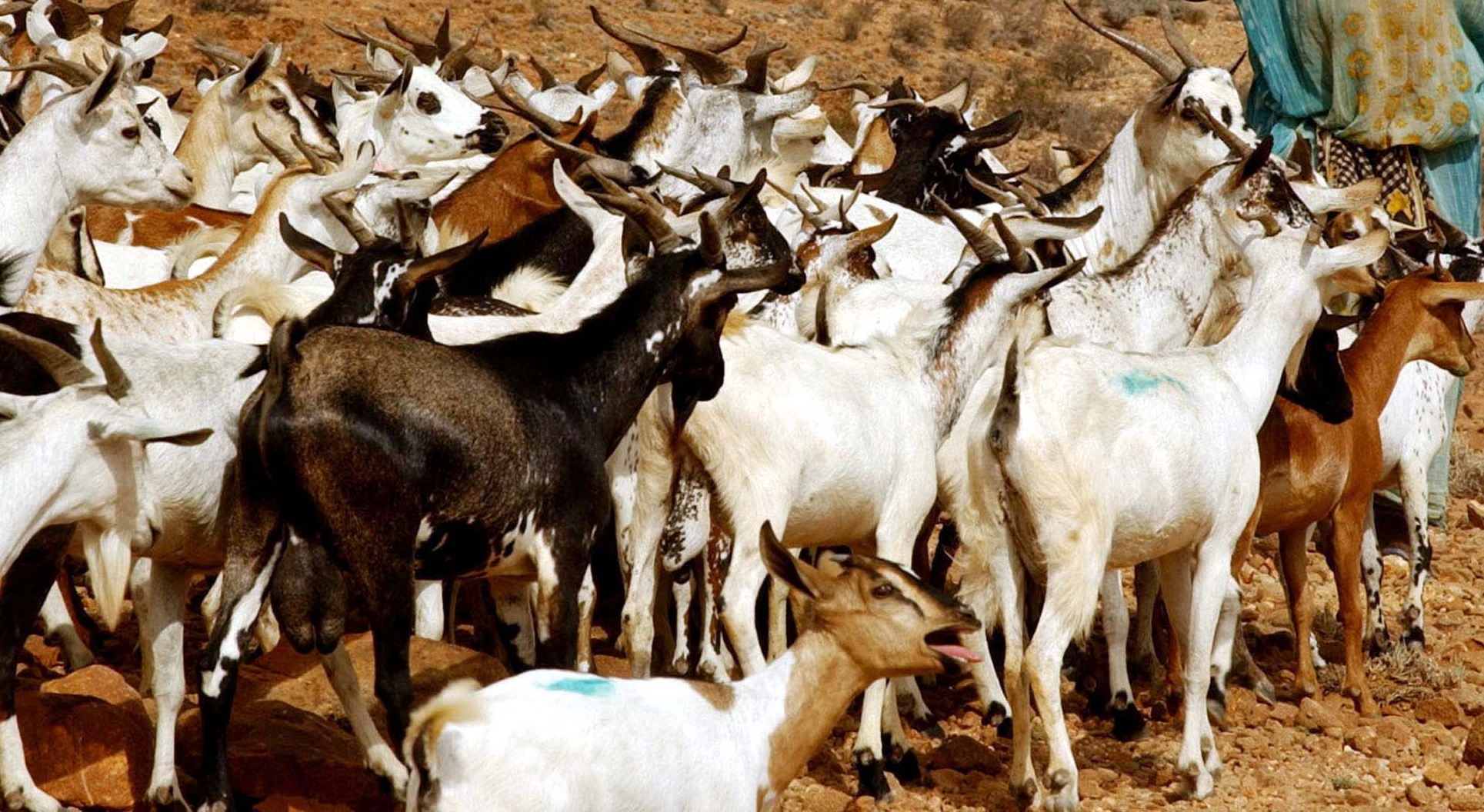
Gallaziegen in Ali Sabieh, Dschibuti.

Die Gallaziege (auch Somaliziege genannt) ist in Süd-Äthiopien und Nord-Kenia beheimatet. Sie ist etwa 65–75 cm groß, Ziegen wiegen 30–45 kg und Böcke 35–55 kg. Die Gallaziege ist eine schlanke, mittelgroße Ziege und hat feines kurzes weißes Haar. Die Haut ist schwarz pigmentiert. Sie hat mittellange Ohren, einen kleinen, an der Nasenlinie eingedellten Kopf und einen langen Hals. Das Euter ist groß und sitzt straff an. Die Milchleistung beträgt in 180 Tagen 50–90 kg, davon werden 10–35 kg gemolken, den Rest trinken die Lämmer.
Die Gallaziege ist eine bodenständige Rasse in Ostafrika, die in den letzten Jahren sehr verbessert worden ist.